# Aéroport de Manzhouli-Xijiao
L'aéroport de Manzhouli Xijiao ((zh)) (code IATA : NZH • code OACI : ZBMZ) est un aéroport situé à Manzhouli, une ville frontière de la région autonome de Mongolie-Intérieure en Chine. L'aéroport est situé à environ trois kilomètres au sud-ouest du centre-ville de Manzhouli et à environ six kilomètres au sud de la frontière entre la république populaire de Chine et la Russie.

## Compagnies aériennes et destinations
| Compagnies             | Destinations                            |
| ---------------------- | --------------------------------------- |
| 9 Air                  | Changchun, Canton-Baiyun                |
| Air China              | Pékin-Capitale                          |
| China Eastern Airlines | Hefei, Qingdao-Jiaodong                 |
| China Express Airlines | Hohhot                                  |
| China United Airlines  | Pékin-Nanyuan                           |
| Hainan Airlines        | Pékin-Capitale, Irkoutsk                |
| Hebei Airlines         | Hohhot, Shijiazhuang                    |
| Hunnu Air              | Oulan Bator-Buyant Ukhaa                |
| IrAero                 | Irkoutsk, Krasnoïarsk-Iémélianovo       |
| Shenzhen Airlines      | Shenzhen-Bao'an, Wuxi/Suzhou, Zhengzhou |
| Sichuan Airlines       | Harbin Taiping                          |
| Spring Airlines        | En saison:Shanghai-Pudong               |

Édité le 03/02/2018